# 야마가타현 제3구
야마가타현 제3구(일본어: 山形県第3区)는 일본의 중의원 선거구이다. 1994년 공직선거법이 개정되면서 신설되었다.

## 지역
- 쓰루오카시
- 사카타시
- 신조시
- 모가미군
- 히가시타가와군
- 아쿠미군

## 역대 국회의원
- 지카오카 리치로 (소속 정당: 자유민주당, 임기: 1996년 ~ 2003년)
- 가토 고이치 (소속 정당: 무소속(2003년 ~ 2005년) → 자유민주당(2005년 ~ 2012년), 임기: 2003년 ~ 2012년)
- 아베 주이치 (소속 정당: 무소속, 임기: 2012년 ~ 2014년)
- 가토 아유코 (소속 정당: 자유민주당, 2014년 ~ 현재)